# Oakes
Oakes és una població dels Estats Units a l'estat de Dakota del Nord. Segons el cens del 2000 tenia 1.979 habitants.

## Demografia
Segons el cens del 2000, Oakes tenia 1.979 habitants, 828 habitatges, i 495 famílies. La densitat de població era de 463,1 hab./km².
Dels 828 habitatges en un 27,7% hi vivien nens de menys de 18 anys, en un 51,2% hi vivien parelles casades, en un 5,2% dones solteres, i en un 40,2% no eren unitats familiars. En el 36,7% dels habitatges hi vivien persones soles el 20% de les quals corresponia a persones de 65 anys o més que vivien soles. El nombre mitjà de persones vivint en cada habitatge era de 2,28 i el nombre mitjà de persones que vivien en cada família era de 3,02.
Per edats la població es repartia de la següent manera: un 24,8% tenia menys de 18 anys, un 6,6% entre 18 i 24, un 23% entre 25 i 44, un 21% de 45 a 60 i un 24,5% 65 anys o més.
L'edat mediana era de 42 anys. Per cada 100 dones de 18 o més anys hi havia 87,2 homes.
La renda mediana per habitatge era de 30.263 $ i la renda mediana per família de 39.625 $. Els homes tenien una renda mediana de 29.135 $ mentre que les dones 15.611 $. La renda per capita de la població era de 17.138 $. Entorn del 6,3% de les famílies i el 8,8% de la població estaven per davall del llindar de pobresa.

## Poblacions més properes
El següent diagrama mostra les poblacions més properes.